# Архимандрит Прокопије (Тајар)
Прокопије (световно Туфик Тајар), је архимандрит Антиохијске патријаршије и православни теолог.

## Биографија
Прокопије (Туфик) Тајар  рођен је 20. априла 1982. године у Сафити (Сирија) од оца Антонија и мајке Аиде. Основну и средњу школу похађао је и завршио у родном граду, а основне академске студије у Тартусу. Благословом Његовог Високопреосвештенства Митрополита аркадијског Василија (Мансура), године 2008. уписује основне студије на Православном богословском факултету у Београду.

### Монашење
На дан Светих мученика Мануила, Савела и Исмаила 29. јуна 2012. године у Саборном храму у Крагујевцу пострижен је у чин расе и камилавке, примивши притом монашко име Прокопије. Сутрадан  у суботу 30. јуна 2012. године, у Саборном храму у Крагујевцу, Преосвећени епископи: бачки Иринеј, крушевачки Давид,  јегарски Порфирије и шумадијски Јован служили су Свету Архијерејску Литургију на којој је Владика Јован рукоположио монаха Прокопија у чин јерођакона . У презвитерски чин рукоположен је 2015. године у Сирији, а исте године  је рукопроизведен у чин архимандрита у цркви Светог Саве у Крагујевцу руком епископа шумадијског Јована.

### Богословски рад
Након завршених основних студија на Православном богословском факултету своје богословско и академско усавршавање наставља уписујући мастер студије на истом Факултету, где ће 2014. године одбранити мастер рад на тему Литургијске полемике у Српској Цркви у последњих 100 година.  Докторске студије уписао је академске 2014/2015. године на Православном богословском факултету Универзитета у Београду. Области његовог богословског истраживања и интересовања је литургика и савремено литургичко предање. Објавио је  оригинални научни рад под насловом „Литургичке полемике у Српској Цркви почетком XX столећа“ Докторску дисертацију под насловом „Литургијска теологија дела Захарије Орфелина Против папства римског (ПБ Рс 214) у контексту конфесионално-полемичке литературе Карловачке митрополије XVIII века“. одбранио је 10. априла 2021. године у навечерје Четврте недеље Великог поста. Комисију за одбрану докторске дисертације сачињавали су : протопрезвитер-ставрофор др Владимир Вукашиновић, редовни професор Православног богословског факултета Универзитета у Београду и ментор; др Владимир Симић, ванредни професор Филозофског факултета Универзитета у Београду, и ђакон др Србољуб Убипариповић, ванредни професор Православног богословског факултета Универзитета у Београду. Свечани чин одбране увеличали су својим присуством: Његова Светост Патријарх српски др Порфирије, Епископ шумадијски Јован, Епископ крушевачки др Давид, Епископ нишки Арсеније, Епископ мохачки Исихије и декан Православног богословског факултета Универзитета у Београду презвитер др Зоран Ранковић.